# Leonid Kolumbet
Leonid Fëdorovič Kolumbet (in russo Леонід Федорович Колумбет?; 14 ottobre 1937 – 2 maggio 1983) è stato un pistard sovietico.

## Palmarès

### Olimpiadi
- 1 medaglia:
  - 1 bronzo (Roma 1960 nell'inseguimento a squadre)

### Mondiali
- 3 medaglie:
  - 1 oro (Rocourt 1963 nell'inseguimento a squadre)
  - 2 bronzi (Milano 1962 nell'inseguimento a squadre; Parigi 1964 nell'inseguimento a squadre)